# Municipio Santa Ana del Yacuma
Das Municipio Santa Ana del Yacuma (kurz: Santa Ana) ist ein Verwaltungsbezirk im Departamento Beni im Tiefland des südamerikanischen Anden-Staates Bolivien.

## Lage im Nahraum
Das Municipio Santa Ana ist eines von zwei Municipios der Provinz Yacuma und liegt im südlichen Teil der Provinz. Es grenzt im Westen an die Provinz Ballivián, im Süden an die Provinz Moxos, im Osten an die Provinz Mamoré und im Norden an das Municipio Exaltación.
Größte Stadt und Verwaltungssitz der Provinz ist Santa Ana del Yacuma an der Mündung des Río Yacuma in den Río Mamoré mit 12.178 Einwohnern (2012) am nordöstlichen Rand des Municipios.

## Geographie
Das Municipio Santa Ana liegt im bolivianischen Tiefland, seine Flüsse gehören zum Einzugsgebiet des Amazonasbeckens. Die Region gehört zum Bereich der semihumiden Tropen, das Klima ist über weite Strecken des Jahres heiß und feucht.
Die Jahresdurchschnittstemperatur liegt bei 27,3 °C, die Monatswerte schwanken nur unwesentlich zwischen 25,5 °C im Juni/Juli und 28,3 °C im Oktober/November. Die Jahresniederschläge mit 1645 mm liegen etwa doppelt so hoch wie in Mitteleuropa. Einer kurzen Trockenzeit von Juni bis August mit Monatswerten von weniger als 35 mm steht eine Feuchtezeit gegenüber, die von Dezember bis März Niederschlagswerte von mehr als 200 mm ausweist.

## Bevölkerung
Die Einwohnerzahl ist zwischen 1992 und 2024 um etwa ein Sechstel zurückgegangen:
| Jahr | Einwohner | Quelle       |
| ---- | --------- | ------------ |
| 1992 | 21.101    | Volkszählung |
| 2001 | 18.654    | Volkszählung |
| 2012 | 18.036    | Volkszählung |
| 2024 | 18.102    | Volkszählung |

Die Bevölkerungsdichte des Municipio im Jahr 2012 betrug 0,87 Einwohner/km², der Anteil der städtischen Bevölkerung 67,5 Prozent.
Die Lebenserwartung der Neugeborenen lag im Jahr 2001 bei 66,9 Jahren.
Der Alphabetisierungsgrad bei den über 19-Jährigen beträgt 88,7 Prozent, und zwar 92,2 Prozent bei Männern und 85,0 Prozent bei Frauen.(2001)

## Politik
Ergebnis der Regionalwahlen (concejales del municipio)vom 4. April 2010:
| Wahl- berechtigte |  | Wahl- beteiligung | gültige Stimmen |  | MNR-PUEBLO | PRIMERO | MAS-IPSP |
| ----------------- |  | ----------------- | --------------- |  | ---------- | ------- | -------- |
| 7.511             |  | 6.768             | 6.150           |  | 3.025      | 2.461   | 664      |
|                   |  | 90,1 %            | 90,9 %          |  | 49,2 %     | 40,0 %  | 10,8 %   |

Ergebnis der Regionalwahlen (elecciones de autoridades políticas) vom 7. März 2021:
| Wahl- berechtigte |  | Wahl- beteiligung | gültige Stimmen |  | MTS     | MAS-IPSP | TODOS   | AHORA! | CPEM-B |
| ----------------- |  | ----------------- | --------------- |  | ------- | -------- | ------- | ------ | ------ |
| 9.398             |  | 7.630             | 6.712           |  | 3.856   | 1.187    | 1.184   | 272    | 178    |
|                   |  | 81,19 %           | 87,97 %         |  | 57,45 % | 17,68 %  | 17,64 % | 4,05 % | 2,65 % |

## Gliederung
Das Municipio hat eine Fläche von 20.897 km² und gliederte sich bei der Volkszählung 2012 in zwei Kantone (cantones):
- 08-0401-01 Kanton Santa Ana del Yacuma – 257 Ortschaften – 16.168 Einwohner (2001: 14.870 Einwohner)
- 08-0401-02 Kanton José Agustín de Palacios – 12 Ortschaften – 1.868 Einwohner (2001: 3.784 Einwohner)

## Ortschaften im Municipio Santa Ana del Yacuma
- Kanton Santa Ana del Yacuma
  - Santa Ana del Yacuma 12.178 Einw. – San José del Cabitu 432 Einw.

- Kanton José Agustín de Palacios
  - El Perú 1005 Einw. – Totaizal 267 Einw.